# Benijófar
Benijófar é um município da Espanha na província de Alicante, Comunidade Valenciana. Tem 4,4 km² de área e em 2021 tinha 3 323 habitantes (densidade: 755,2 hab./km²).

## Demografia
| Variação demográfica do município entre 1991 e 2004 | Variação demográfica do município entre 1991 e 2004 | Variação demográfica do município entre 1991 e 2004 | Variação demográfica do município entre 1991 e 2004 |
| --------------------------------------------------- | --------------------------------------------------- | --------------------------------------------------- | --------------------------------------------------- |
| 1991                                                | 1996                                                | 2001                                                | 2004                                                |
| 1515                                                | 1592                                                | 2297                                                | 3138                                                |